# Elezioni europee del 2024 in Svezia
Le elezioni europee del 2024 in Svezia si sono tenute domenica 9 giugno per eleggere i 21 membri del Parlamento europeo spettanti alla Svezia.

## Sistema elettorale
Per le elezioni europee, la legge elettorale svedese prevede l’applicazione, in un'unica circoscrizione nazionale, di un sistema elettorale a base proporzionale con liste semi-aperte ed una soglia di sbarramento al 4%.
Le preferenze sono in seguito tradotte in seggi secondo il metodo Sainte-Laguë modificato.
Tutte le persone che hanno la cittadinanza svedese ed una residenza principale in Svezia, i cittadini svedesi senza residenza in Svezia (c.d. “svedesi all'estero”) e altri cittadini dell'Unione (se la loro residenza principale è in Svezia) hanno diritto di voto alle elezioni europee nel paese.
L’esercizio attivo del diritto è ammesso dai 18 anni in su, compresi coloro che compiono tale età entro il giorno delle elezioni, al più tardi. La registrazione al voto è attuata d’ufficio in base alla residenza.
L’esercizio del diritto di candidarsi è ammesso per tutte le persone che hanno diritto di voto e hanno raggiunto l'età di 18 anni il giorno delle elezioni.
È ammesso il voto per posta, ma solo per i cittadini all’estero ed in presenza di due testimoni, il voto per procura ma solo per anzianità, disabilità, stato di arresto o malattia, mentre non è ammesso il voto elettronico. Non è disposto alcun obbligo di voto.

## Risultati
| Liste           | Liste                                          | Partito Europeo | Gruppo          | Voti      | %     | Seggi |
| --------------- | ---------------------------------------------- | --------------- | --------------- | --------- | ----- | ----- |
|                 | Partito Socialdemocratico dei Lavoratori (SAP) | PSE             | S&D             | 1.039.676 | 24,78 | 5     |
|                 | Partito Moderato (M)                           | PPE             | PPE             | 736.079   | 17,54 | 4     |
|                 | Partito Ambientalista i Verdi (MP)             | PVE             | Verdi/ALE       | 581.322   | 13,85 | 3     |
|                 | Democratici Svedesi (SD)                       | PCRE            | ECR             | 552.920   | 13,18 | 3     |
|                 | Partito della Sinistra (V)                     | OIP/NGLA        | GUE/NGL         | 464.166   | 11,06 | 2     |
|                 | Partito di Centro (C)                          | ALDE            | RE              | 306.227   | 7,30  | 2     |
|                 | Democratici Cristiani (KD)                     | PPE             | PPE             | 239.530   | 5,71  | 1     |
|                 | Liberali (L)                                   | ALDE            | RE              | 183.675   | 4,38  | 1     |
|                 | Altri (<0,65%)                                 | –               | –               | 94.416    | 2,25  | –     |
| Totale          | Totale                                         | Totale          | Totale          | 4.198.011 | 100   | 21    |
| Voti non validi | Voti non validi                                | Voti non validi | Voti non validi | 42.448    | 1,00  |       |
| Votanti         | Votanti                                        | Votanti         | Votanti         | 4.240.459 | 53,39 |       |
| Elettori        | Elettori                                       | Elettori        | Elettori        | 7.942.272 |       |       |